# Tolve
Tolve község (comune) Olaszország Basilicata régiójában, Potenza megyében.

## Fekvése
A megye északkeleti részén fekszik, a Basento folyó völgyében. Határai: Albano di Lucania, Cancellara, Irsina, Oppido Lucano, San Chirico Nuovo, Tricarico és Vaglio Basilicata.

## Története
Egyes történészek szerint az i.e. 6-5. században alapították Tulbium néven. Az első történelmi adatok azonban csak a középkor elejéről maradtak fenn. 

## Népessége
A népesség számának alakulása:

## Főbb látnivalói
- San Nicola-templom
- San Pietro-templom